# 江口文陽
江口 文陽（えぐち ふみお、1965年 - ）は、日本の農学者（林産学・薬理学）。学位は博士（林学）（東京農業大学・1993年）。東京農業大学第13代学長、学校法人東京農業大学理事長。東京農業大学「食と農」の博物館館長・地域環境科学部教授。大日本農会副会長。
高崎健康福祉大学健康福祉学部教授などを歴任した。

## 来歴

### 生い立ち
1965年（昭和40年）、群馬県に生まれた。群馬県高崎市出身。学校法人東京農業大学が設置・運営する東京農業大学第二高等学校に進学し、普通科にて学んだ。高校生の頃、父親が胃癌に侵され、多臓器転移により十二指腸、膵臓尾部、脾臓、リンパ節を切除、摘出することになった。手術後、父親にはカワラタケ菌糸体から抽出された抗悪性腫瘍剤である「クレスチン」が投与されることになったが、「きのこがそんな重篤な癌に効果を発揮するのか」と驚き、それをきっかけにキノコの研究を志す。1985年（昭和60年）、東京農業大学第二高等学校を卒業した。同年4月、農大二高と同一の学校法人により設置・運営される東京農業大学に進学し、農学部の林学科にて林産学コースに学んだ。キノコと癌について研究したいと考え、林産化学研究室を主宰する檜垣宮都に相談したところ、「江口君よ、きのこの薬効研究をするなら品種のこと、栽培のことをまず学びなさい！」と一喝され、細胞融合による育種を研究することになった。1988年（昭和63年）3月、東京農業大学を卒業した。東京農業大学の大学院に進学し、農学研究科の林学専攻にて学んだ。大学院生として在学中に「食用キノコ類の異属間細胞融合による雑種作出に関する研究」と題した博士論文を執筆した。博士後期課程を修了し、博士（林学）の学位を取得した。また、特殊法人である日本学術振興会にて特別研究員に選任されている。

### 農学者として
大学教員の夢を捨てきれず、民間企業などから採用内定を得たが、最終的に結局辞退した。その後、33歳までの間、東京農業大学をはじめとする小学校、中学校、高等学校、進学予備校、専門学校、短期大学、大学といったさまざまな学校の講師を非常勤で兼任することで生計を立てていた。30～33歳が最も苦しい時期であり、午前9時から午後9時30分まで非常勤講師として週30コマを担当し、午後10時から午前2時まで実験に勤しみ、午前3時から午前6時まで3時間だけ睡眠をとる、という生活を3年間続けていた。当時の状況について、のちに江口は「生活の先が見えないつらい時間を過ごした」と述懐している。
その後、高崎健康福祉大学に採用され、2001年（平成13年）4月より健康福祉学部の助教授に就任した。2004年（平成16年）4月、健康福祉学部の教授に昇任した。2012年（平成24年）4月、母校である東京農業大学に転じ、地域環境科学部の教授に就任した。2016年（平成28年）4月には、東京農業大学の「食と農」の博物館にて館長を兼務することとなった。さらに、2020年（令和2年）4月には、東京農業大学の地域環境科学部にて森林総合科学科の学科長も兼務することとなった。また、他の機関の役職も兼任していた。たとえば、2016年（平成28年）4月より、独立行政法人となった日本学術振興会にて学術システム研究センターのプログラムオフィサーを兼任することとなった。
2021年4月、東京農業大学の第13代学長に就任。
2023年7月16日、学校法人東京農業大学の理事長に就任。

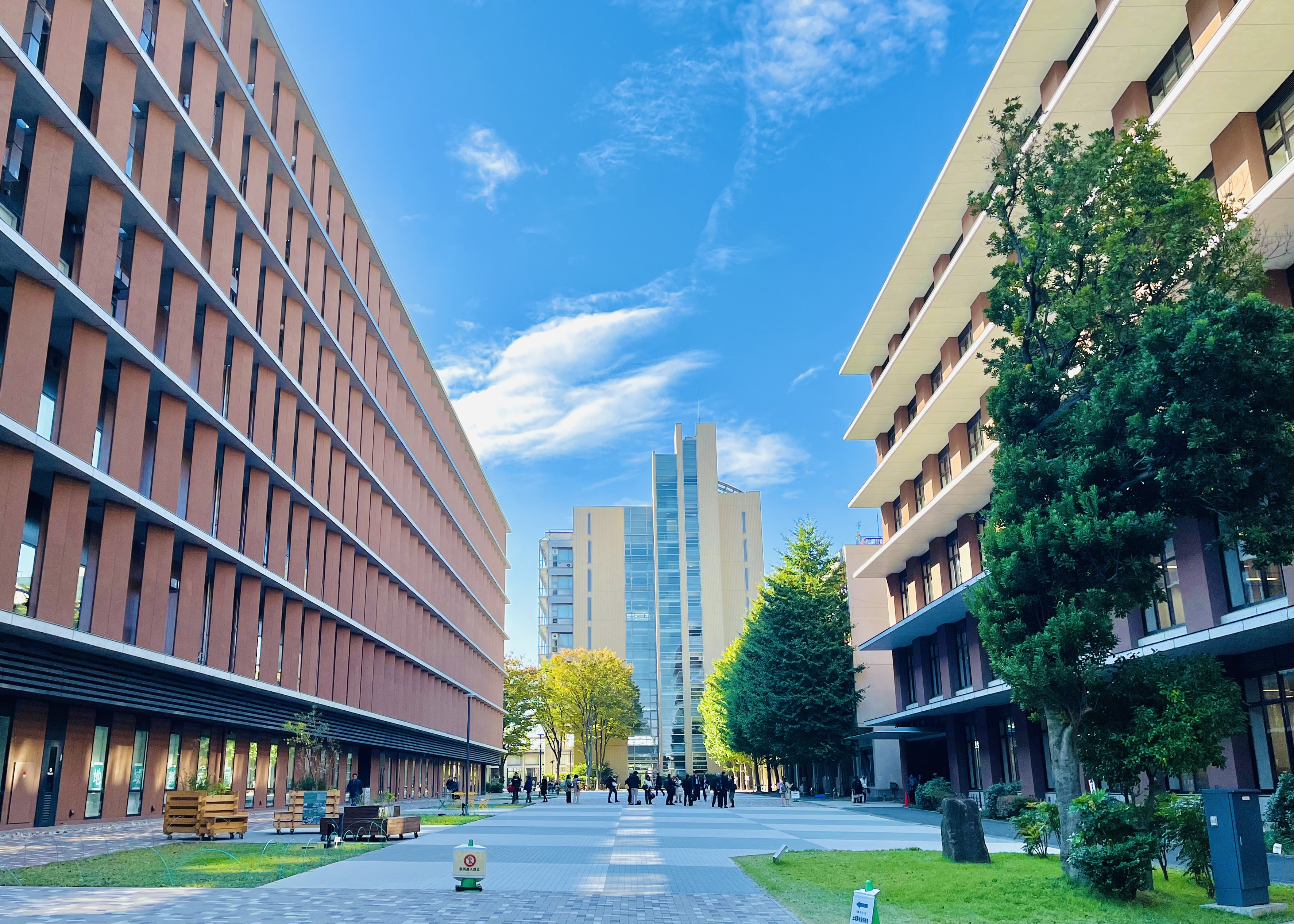
東京農業大学

## 家族・親族
父親の江口恭平は文芸評論家として活動していたことから、江口家には文学活動に携わる多くの者が来訪し、幼い文陽も恭平の横に座って話を聞いていたという。中学生になった文陽が恭平に叱られた際、それを目にした小説家の浅田晃彦は「江口さんは子どもにも文学を志す人にも同じように鋭い厳しさを持って接するが、心の底から思いやりがある」と評している。

## 略歴
- 1965年 - 群馬県にて誕生[1]。
- 1988年 - 東京農業大学農学部卒業[6]。
- 1993年 - 東京農業大学大学院農学研究科博士後期課程修了。
- 1994年 - 日本学術振興会特別研究員。
- 2001年 - 高崎健康福祉大学健康福祉学部助教授。
- 2004年 - 高崎健康福祉大学健康福祉学部教授。
- 2012年 - 東京農業大学地域環境科学部教授[9]。
- 2016年 - 東京農業大学「食と農」の博物館館長[9]。
- 2016年 - 日本学術振興会学術システム研究センタープログラムオフィサー[1]。
- 2020年 - 東京農業大学地域環境科学部森林総合科学科学科長[1]。
- 2021年 - 東京農業大学学長[15]、大日本農会副会長[16]、実践総合農学会副会長[17]